# شاين باركر (متسابق دراجات نارية)
شاين باركر (بالبولندية: Shane Parker)‏ هو متسابق دراجات نارية بولندي، ولد في 29 أبريل 1970 في أديلايد في أستراليا.